# Ингулецкое
Ингулецкое (укр. Інгулецьке; до 2024 года — Балаховка) — посёлок в Петровской поселковой общине Александрийского района Кировоградской области Украины.

## История
Посёлок Балаховка был основан в середине XX в. В связи с разведанной в данной местности залежей бурого угля и соответственно постановлением Совета министров от 9 мая 1955 г., было принято решение о добыче бурого угля открытым способом в данной местности и о строительстве посёлка с одноименным названием Балаховка. Большую часть жителей поселка составили жители окрестных сёл и переселенцы из разных регионов бывшего Советского Союза. А вот историческое название посёлка происходит от крестьянина Балахова Артема Ивановича, который в начале XX века жил в одном из хуторов в этой местности. Очевидцы утверждают, что хутор был расположен возле нынешнего села Александровка по балке на юго-восток вблизи барского имения пана Килиповского. Хутор состоял из 5 дворов, в одном из них проживал крестьянин Балахов Артём Иванович. В период бурных революционных событий 1917—1920 гг. А. И. Балахов организовал вооруженный отряд, который активно участвовал на стороне большевиков.
В память о местном революционном деятеле разведанные залежи бурого угля получили название Балаховские залежи бурого угля.
В январе 1989 года численность населения составляла 1262 человека.
В июле 1995 года Кабинет министров Украины утвердил решение о приватизации находившегося здесь завода продтоваров.
По состоянию на 1 января 2013 года численность населения составляла 847 человек.
До 2020 года посёлок входил в Петровский район. В сентябре 2024 года, постановлением Верховной Рады Украины посёлку было присвоено название Ингулецкое

## Население
В посёлке проживали и работают выдающиеся люди:
- Петров Иван Александрович (1934—2000 гг.) — знаменитый шахтёр, награждённый тремя орденами «Шахтёрская Слава» и орденами Красного знамени и Трудовой славы;
- Логачевская Светлана Панасовна (1938 г.) — учитель начальных классов Балаховской ООШ I—III ступеней, кандидат педагогических наук, доцент, заслуженный учитель Украины, награждена Орденом «Знак почёта», знаком отличия Президента Украины орденом «За заслуги» III степени, медалью «За трудовую доблесть», медалью Ушинского, Грамотой Президиума Верховной Рады Украины.

## Достопримечательности
Возле посёлка находится озеро под названием Голубой глаз.